# Kid Lavigne
Kid Lavigne (właśc. George Henry Lavigne, ur. 6 grudnia 1869 w Bay City w stanie Michigan, zm. 10 marca 1928 w Detroit) – amerykański bokser, zawodowy mistrz świata kategorii lekkiej.
Rozpoczął swoją karierę pięściarską w 1886 w Saginaw, stąd nosił przydomek Saginaw Kid. 28 lutego 1889 w Saginaw stoczył 77-rundową walkę z George'em Siddonsem, zakończona remisem. Walka trwała 5 godzin i 8 minut. Była to najdłuższa walka zawodowa według Queensberry Rules. 25 kwietnia tego roku ci sami zawodnicy walczyli przez 55 rund, również remisując. W 1894 Lavigne zremisował z Youngiem Griffo, a 13 grudnia tego roku znokautował w 18. rundzie Andy'ego Bowena. Bowen padając uderzył głową w drewniana podłogę ringu i zmarł następnego dnia nie odzyskawszy przytomności. Walka ta była uważana w Stanach Zjednoczonych za pojedynek o tytuł mistrza świata w wadze lekkiej, ponieważ dotychczasowy champion Jack McAuliffe ogłosił wycofanie się z ringu miesiąc wcześniej. Lavigne stoczył w 1895 skuteczne walki w obronie tytułu z Jackiem Everhardtem (wygrana na punkty), Jimmym Handlerem (nokaut w 5. rundzie), Youngiem Griffo (remis) i Joe Walcottem (wygrana na punkty). Ta ostatnia walka przeszła do historii jako niezwykle zażarty i brutalny pojedynek.
1 czerwca 1896 Lavigne zmierzył się w Londynie z Dickiem Burge, który był uważany w Wielkiej Brytanii za mistrza świata wagi lekkiej. Lavigne wygrał przez techniczny nokaut w 17. rundzie i był odtąd powszechnie uznawany za mistrza świata wagi lekkiej. Skutecznie bronił tego tytułu w następujących walkach:
| Data                      | Miejsce       | Oponent              | Wynik                           | Źródło |
| ------------------------- | ------------- | -------------------- | ------------------------------- | ------ |
| 27 października 1896(dts) | Nowy Jork     | Jack Everhardt       | techniczny nokaut w 24. rundzie | [ 9 ]  |
| 8 lutego 1897(dts)        | Nowy Jork     | Kid McPartland       | wygrana na punkty               | [ 10 ] |
| 30 kwietnia 1897(dts)     | Nowy Jork     | Eddie Connolly       | techniczny nokaut w 11. rundzie | [ 11 ] |
| 29 października 1897(dts) | San Francisco | Joe Walcott          | techniczny nokaut w 12. rundzie | [ 12 ] |
| 17 marca 1898(dts)        | Cleveland     | Wilmington Jack Daly | remis                           | [ 13 ] |
| 28 września 1898(dts)     | Nowy Jork     | Frank Erne           | remis                           | [ 14 ] |

10 marca 1899 w San Francisco Lavigne spróbował zdobyć mistrzostwo świata w wadze półśredniej, ale obrońca tytułu Mysterious Billy Smith zwyciężył przez techniczny nokaut w 14. rundzie. Była to pierwsza przegrana walka Lavigne'a. 3 lipca tego roku w Nowym Jorku Frank Erne odebrał Lavigne'owi mistrzowski tytuł w wadze lekkiej.  
Później Lavigne stoczył jeszcze sześć walk, z których przegrał aż cztery. Ostatni raz wystąpił w ringu w 1909. Zmarł w 1928. Został wybrany w 1998 do Międzynarodowej Bokserskiej Galerii Sławy.